# یول

یول (به انگلیسی: Yule)، جشنی مذهبی است که در میان مردمان اروپای شمالی برگزار می‌شود و بعدها به جشنهای مذهبی میلاد مسیح (کریسمس) راه یافته و با آن‌ها یکی شد. نخستین اشاره‌ها به یول در نامگذاری ماههای ژرمنهای بومی آمده است. برخی ریشه‌های آن را تا دوره‌های خیلی دورتر از میلاد و حتی تا زمان خدایانی چون «اودین» و «ثور» و خدای پاگانی آنگلوساکسون «مدرانیخت» می‌کشانند.
واژه‌هایی با ریشه‌شناسی معادل یول در کشورهای نوردیک برای کریسمس و مراسم مذهبی آن به کار برده می‌شود؛ البته این واژه‌ها برای تعطیلات این فصل نیز استفاده می‌شود. در کشورهای انگلیسی زبان نیز به میزان کمتری از این واژه برای اشاره به کریسمس استفاده می‌شود. رسومی هم‌چون کنده درخت یول، بز یول، آواز یول و دیگر آداب و رسوم نیز ریشه در همین جشن دارند. برخی نئوپاگانها نیز مراسم خود را به این جشنها وارد کرده‌اند.

## ریشه شناسی
یول واژهٔ انگلیسی مدرن است و بازماندهٔ انگلیسی قدیم واژه‌های گئول (به انگلیسی: ġéol، ġéohol، ġéola  ġéoli)، است. گئول به معنای جشن دوازده روزهٔ یول (بعداً کریسمس) و گئولی به معنای ماه یول است. از همین واژه، ǽrra ġéola دورهٔ پیش از جشن یول (دسامبر) و æftera ġéola دورهٔ پس از جشن یول (ژانویه) بود. هر دو این واژه‌ها ظاهراً از زبان ژرمانیک مشتق شده‌اند و با زبانهای گوتیک و زبان نروژی باستان خویشاوندی دارند. هرچند، شجره‌نامهٔ ریشه‌شناسی واژه به‌طور کامل مشخص نیست، اما تلاشهای متعددی برای یافتن خویشاوندی هندواروپایی و خارج از گروه زبانهای ژرمانیک صورت گرفته‌است.

### پاگانیسم ژرمنی
یول جشنوارهٔ میانهٔ زمستانی بود که توسط مردمان ژرمانیک برگزار می‌شد و بعدها با مسیحی شدن اروپا وارد مراسم کریسمس شد. نخستین اشارات به این جشن به صورت نام‌های ماههاست که در آن دورهٔ یول‌تاید چیزی میان دو ماه طول می‌کشید و در انتهای سال تقویمی جدید قرار داشت، یعنی از میانهٔ ماه نوامبر و آغاز ژانویه.

## شواهد
شواهدی از یول از آغاز تاریخ مردمان ژرمانیک وجود دارد. واژه یول از نظر تاریخی ارتباط مستقیم و ریشه‌های عمیقی در آیین‌های پاگانیستی اقوام ژرمن دارد که تا پیش از رواج مسیحیت در سرتاسر اروپای شمالی برگزار می شده‌است و طبق گفته مورخ بریتانیایی «هنری بورن» دردهه ١٧٢٠ این مراسم در قرن ششم و هفتم میلادی در میان پاگانیستهای انگلو ساکسون رواج داشته‌است..
در زبان نروژی باستانی نیز نام ماه یلیر ýlir آمده است و اشاره‌های متعددی به رخدادی با نام کهن یول شده‌است.

## نظریات و برداشتها
پژوهشگران ماه و زمان یول را به "شکار وحشی" (افسانه و مراسمی اسکاندیناو دربارهٔ آسمان زمستان)، خدای اودین (که در مناطق ژرمانی به عنوان راهبر مراسم شکار وحشی شناخته می‌شود) و افزایش رخدادهای فراطبیعی پیوند داده‌اند. شواهد این مسئله، افزون بر مراسم "شکار وحشی"، افزایش فعالیت "دروگر"هاست که موجوداتی اساتیری‌اند که پس از مرگ بر زمین راه می‌روند.
مدرانیخت نیز که مراسمی است با محوریتی زنانه و سینت بید نیز از آن به عنوان رخدادی که در میان انگلوساکسونهای پاگان در شب کریسمس برگزار می‌شده، نام برده است و آن را به عنوان نمادی برای باروری در دورهٔ یول خوانده است.
مراسم یول عموماً در اواسط زمستان برگزار می‌شود، گرچه تاریخ مشخص آن محل بحث است. این مراسم شامل جشن و نوشیدن و قربانی کردن بوده‌است. از نظر رودلف سیمک، جشنهای پاگانی یول رنگ مذهبی داشتند، گرچه به نظر او مشخص نیست که جشنهای ژرمانی یول همان کارکردی را که در عصر حجر و برنز در اروپای غربی داشتند را بازی می‌کردند. در واقع، آیینهای مردگان و بزرگداشت نیاکان کارکرد مراسم قربانی کردن در جشنهای میانهٔ زمستان بود. سنتهای چون یول‌لاگ (تنهٔ درخت یول) و بز یول هنوز در گوشت هم کریسمس و آوازخوانی یول باقی‌مانده‌است.

### آیین‌های کنونی
در نواحی که گویشوران زبانهای ژرمانیک نوین زندگی می‌کنند و در برخی دیگر از کشورهای اروپای شمالی، واژه‌هایی که از نظر ریشه‌شناسی هم‌خانوادهٔ واژهٔ یول هستند هنوز برای توصیف جشنهای میانهٔ زمستان استفاده می‌شوند. برخی سنن هنوز در این مناطق به جا آورده می‌شوند که از دوران پیش از مسیحیت به جا مانده‌اند. در زبانهای اسکاتلندی، نام سنتی کریسمس یول بوده‌است.

### نئوپاگانیسم
با وجود نام مشترک، به دلیل اشکال و ریشه‌های مختلف، مراسم کنونی در میان گروههای مختلف متفاوت است. برخی آن را به نزدیکترین شکل ممکن به رسوم و آیینهای پاگانی ژرمانی باستان برگزار می‌کنند و بعضی دیگر جشنها را با آیینهایی که از منابع دیگر گرفته‌اند مخلوط کرده‌اند.
در گروههای ژرمانی نئوپاگان، برای جشن گرفتن یول، دور هم جمع شده، غذا می‌خورند و به هم هدیه می‌دهند. هم‌چنین، تلاشهایی برای احیای سنن تاریخی انجام گرفته‌است. گروههایی مانند انجمن فولک آساترو در آمریکا معتقدند که این جشن دوازده روز طول می‌کشد و در تاریخ انقلاب زمستانی آغاز می‌شود.
در دیگر گروههای نئوپاگان مانند هیتن‌های اورگلاو، یول در غروب بیستم دسامبر آغاز شده و در غروب روز اول ژانویه پایان می‌یابد.
در بیشتر اشکال ویکا (جادوورزی)، این جشن مطابق با انقلاب زمستانی بوده و به عنوان زایش دوبارهٔ خدای بزرگ شاخدار شکارچی که معادل خورشید نوزاد انقلاب زمستانی است. این گردهم‌آیی‌ها در گروههای مختلف متفاوت است. برخی جشنهای خصوص خانگی برپا می‌کنند و بعضی دیگر در معابد جمع می‌شوند.

### یول و یلدا
از نظر ظاهری نوعی تشابه آوایی میان واژه یلدا، jõulud (در استونیایی) و یول‌تاید (yuletide) وجود دارد. اما، یلدا و شب یلدا یا همان آیین و جشن زمستانی در میان ایرانیان باستان همچون کریسمس ریشه در آیین‌های میترایی دارد. هرچند هر دو در بنیاد و مفهوم آیینی به یک ریشه یعنی میترایسم باز می‌گردند، در واقع واژهٔ یلدا ریشهٔ سریانی دارد و به معنی میلاد است.